# آجی میچالکا
آماندا جوی "آجی" میچالکا (انگلیسی: Amanda Joy "AJ" Michalka؛ زادهٔ ۱۰ آوریل ۱۹۹۱) یک موسیقی‌دان اهل ایالات متحده آمریکا است. وی از سال ۱۹۹۶ میلادی تاکنون مشغول فعالیت بوده‌است.
از فیلم‌ها یا برنامه‌های تلویزیونی که وی در آن نقش داشته است می‌توان به سوپر ۸، استخوان‌های دوست‌داشتنی، نگهبان و فرشتگان در غبار ستاره اشاره کرد.